# Heißer Sommer (Roman)
Heißer Sommer  ist ein Roman von Uwe Timm, der erstmals 1974 in der AutorenEdition erschienen ist. Der Roman ist eines der wenigen literarischen Zeugnisse der westdeutschen Studentenbewegung der 1960er Jahre. 

## Inhalt

### Handlung
Der Roman beschreibt einen Lebensabschnitt des Studenten Ullrich Krause. Er spielt in der Zeit der 68er Studentenrevolte und zunächst in München. Ullrichs Vater ist Möbelhändler und lebt mit seiner Mutter und Ullrichs Bruder Manfred in Braunschweig. 
Ullrich wohnt in einer WG. Lothar, einer seiner Mitbewohner, ist im Gegensatz zu ihm ein sehr ehrgeiziger Student. Ullrich hat gerade mit seiner Freundin Ingeborg Schluss gemacht, die von ihm schwanger war, aber abgetrieben hat. Nach einem Gespräch mit Lothar darüber überzeugt Ullrich ihn, mit in einen Biergarten zu gehen. Dafür nimmt Lothar in Kauf, die Arbeit an seinem Referat liegen zu lassen und auch Ullrich vergnügt sich, anstatt sein schwieriges Referat über Hölderlin fertigzustellen. Beide setzten sich zu zwei jungen Frauen an den Tisch und Ullrich beginnt sofort zu flirten. Da er dabei Lothar zu Beginn übergeht und sich dann über ihn lustig macht, drängt Lothar zum Aufbruch. Während Lothar daraufhin nach Hause geht, läuft Ullrich allein weiter durch die Stadt. Hier wird er Zeuge einer verbalen Auseinandersetzung zwischen einem Passanten und einem Straßenjungen, dem vorgeworfen wird, nur faul herumzuhängen und nicht arbeiten zu wollen. Der Streit wird schließlich von einem weiteren Passanten, Wolfgang, beendet. 
Ullrich kommt mit Wolfgang ins Gespräch und die beiden besuchen mehrere Kneipen. Dabei erzählt Wolfgang die Geschichte seines Freundes Albert, der einer Widerstandsbewegung im Dritten Reich angehörte und für diese Flugblätter aufbewahrte. Dabei wäre er um ein Haar gefasst worden. Später wurde Albert ins KZ eingeliefert, warum erfährt Ullrich nicht. Am Ende der Begegnung lernt Ullrich Gaby kennen, mit der er flirtet und sich verabredet. Jetzt erfahren wir weitere Details aus dem Studienalltag Ullrichs. Die Universität wird von einer strengen und konservativen Atmosphäre beherrscht und Ullrich findet ständig Ablenkung von seinem Referat. Er fährt an einen Badesee und schwänzt die Seminarsitzungen und auch abends trifft er sich lieber mit Gaby, anstatt an seinem Referat weiterzumachen. Ullrichs Vater erkundigt sich in einem Brief nach dem Fortschritt des Studiums, und wann Ullrich sein – von den Eltern finanziell unterstütztes – Studium beenden werde. Er schreibt weiter, dass das Geschäft mit den Möbeln nicht gut laufe.
Dann kommt Ullrich erstmals mit der Politik in Berührung, als er im Radio vom Mord an Benno Ohnesorg hört. Daraufhin nimmt er an einer Demonstration gegen den Springer-Verlag teil, dem vorgeworfen wird, Mitschuld an dem Mordanschlag zu tragen. Dabei empfindet er neben Wut und Unruhe auch Freude. 
Nun muss Ullrich noch arbeiten, um das von Freunden geliehene Geld für Ingeborgs Abtreibung aufzubringen. Er arbeitet schwarz für einen erfolgreichen Bauunternehmer. Ullrich wurde sein Zimmer gekündigt, wegen nächtlicher Ruhestörung und unerlaubten Damenbesuchs. Er zieht um nach Hamburg. Doch zuerst besucht Ullrich seine Eltern mit seiner Freundin Christa (die aber eigentlich noch mit ihrem Freund Bungert zusammen ist). Hier wird klar, dass Ullrich kein sehr gutes Verhältnis zu seinen Eltern hat. Zwar kümmert sich seine Mutter lieb um ihn, doch sein Vater ist ihm unsympathisch und er ist politisch rechts eingestellt, was der Beziehung nach der beginnenden Linksorientierung Ullrichs nicht sehr dienlich ist. 
Als Ullrich und Christa bei einer Vorlesung sind, soll diese unter der Leitung einiger Mitglieder des Sozialistischen Deutschen Studentenbunds (SDS) zur Eskalation gebracht werden. Der SDS-Führer Conny hält zu Beginn eine Rede, in der er die Klassengesellschaft kritisiert und dazu aufruft, die Autorität der Professoren in Frage zu stellen. Als der Professor das überfüllte Audimax betritt, versucht er anfangs die Vorlesung wie normal abzuhalten. Doch er wird vom rebellischen Verhalten der Studenten abgehalten und flieht aus dem Gebäude. Als Ullrich erfährt, dass sich die SDS-Mitglieder in einer Kneipe treffen, eilt er auch dorthin, wo bereits heftig diskutiert wird. Ullrich möchte sich der Gruppe anschließen und bekommt mit, wie über das Umstürzen eines Denkmals diskutiert wird. An dieser Aktion beteiligt er sich dann auch. Als die Revolutionäre von der Polizei abgeführt werden, hätte er sie gerne aus Solidarität begleitet. Seine politisch linke Einstellung vertieft und radikalisiert sich langsam: Er will aus seiner Wohnung in eine Kommune ziehen und versucht vor Bungert, Christas Freund, linksradikale Gewalttaten zu rechtfertigen. Er beteiligt sich rege an Demonstrationen, Kundgebungen und Protestaktionen und ist inzwischen mit den Linksradikalen Conny, Petersen und Renate befreundet. Mit Conny und Bully versucht er, ein Polizeiauto anzuzünden, und er schläft mit Alice, die er nur kurz zuvor bei einem Teach-in angesprochen hat. Es wird auch eine größere Demonstration gegen den Springer-Verlag nach dem Anschlag auf Rudi Dutschke beschrieben, bei der Demonstranten sich hinter Straßensperren verschanzen und versuchen, die Auslieferung der Bild-Zeitung zu verhindern. 
Letztendlich zieht Ullrich mit Nottker, Ursula und Renate in eine Kommune. Dort wird Cannabis konsumiert und die Einrichtung ist heruntergekommen. Ullrich hat eine Beziehung mit Renate, deren Vater ein erfolgreiches Möbelhaus besitzt, und zusammen mit Nottker beschriftet er Wände mit revolutionären Sprüchen. Obwohl er nun nach Hamburg gezogen ist, um eine andere Seminararbeit zu schreiben, schiebt er das Schreiben des Schlusses immer weiter auf. Schließlich besucht ihn öfters ein alter Freund, Petersen, den er in der SDS-Zentrale kennengelernt hat, der ihn auch zum Fertigschreiben drängt. Er erkundigt sich, warum Ullrich nicht mehr zum SDS kommt. Ullrich sieht in den Diskussionsrunden nur das Aufbessern des Selbstwertgefühls der Sprecher und findet, dass der rationale, politische Inhalt dabei zu kurz kommt. Zuletzt lässt er den Abgabetermin seiner Arbeit während eines Ausflugs an die Ostsee verstreichen.
Im Folgenden entdeckt Ullrich immer mehr seine Sympathie zu den Arbeitern. Als Ullrich Petersen erstmals in seiner Wohnung besucht, ist er schockiert über die einfachen Verhältnisse, in denen Petersen, der nun Arbeiter ist, wohnt. Ullrichs Eltern stehen finanziell immer schlechter und drängen ihren Sohn, das Studium zu beenden. Als Ullrich von seinem Vater besucht wird, spricht sich Ullrich von der Unterstützung los. 
Ullrich und ein paar Freunde versuchen dann ein antikapitalistisches Schauspiel für Arbeiter aufzuführen, was jedoch an fehlenden Zuschauern und dem fehlenden politischen Willen der Arbeiter scheitert. Daraufhin beginnt Ullrich in einer Stahl verarbeitenden Fabrik zu arbeiten, in der er, nachdem er einmal Petersens Basisgruppe beigewohnt hat, eine eigene gründet. 
Mit Christian, einem Schauspielschüler, kommt ein neues Mitglied in Ullrichs Kommune. Christian hat kein Geld und lebt von zusammengelegtem Geld seiner Mitbewohner. Er ernährt sich vegetarisch und macht regelmäßig Atemübungen und liegt in Ullrichs Augen nur faul in der WG herum. Mit einigen Arbeitskollegen, darunter der Kommunist Roland, gelingt ihm eine Flugblattaktion gegen eine Änderung der Vorgabezeit in der Endmontage.
Als Ullrich sich mit Petersen bei einem erneuten Besuch in dessen Basisgruppe zerstritten hat und ihm Renate beichtet, dass sie mit Christian geschlafen hat, fassen seine Mitbewohner auch noch den Plan, auf einem Bauernhof ihren grünen Lebensstil zu leben. Daraufhin kündigt Ullrich in der Firma und lebt jetzt alleine in der Wohnung. Christa erzählt bei einem Besuch von ihrer Arbeit beim Bayerischen Rundfunk und Conny, der ihn auch besucht, erzählt ihm, dass er nun mit Waffengewalt gegen „das System“ vorgehen will. Zum Beweis hat er eine Pistole dabei. Ullrich will ihn dabei jedoch nicht unterstützen und fährt zurück nach München, wo er sein Studium beenden und Lehrer werden will. Er will sich auch wieder mit Ingeborg treffen.

### Weltbild
Der Roman zeichnet ein exemplarisches Bild des studentischen Lebens während der deutschen Studentenbewegung der 1960er Jahre. Einige Charaktere stehen anscheinend ganz speziell für bestimmte Gruppierungen. Ullrichs Leben in der Kommune scheint an die berühmte Kommune I angelehnt. Politische Debatten werden ausführlich beschrieben oder in direkter Rede wiedergegeben. Die Charaktere erklären ausführlich die Motive ihrer politischen Aktionen und auch ihrer politisch motivierten Straftaten. Verknüpft mit dem Alltag Ullrichs ergibt sich ein Bild der Studentenbewegung, wie Timm sie sieht.

## Form
Die Erzählweise in Uwe Timms Heißer Sommer ist sehr ausschweifend. Während wenig für den Handlungsverlauf Relevantes beschrieben wird, werden oft kleinere, fast zusammenhanglose, Nebenhandlungen eingeschoben, die sich selten in die chronologische Reihenfolge eingliedern. Diese helfen die revolutionäre Atmosphäre einzufangen. Die Haupthandlung mit Ullrich hingegen hilft, die Ereignisse in die Entstehung und den Verlauf der 68er Ereignisse einzugliedern. Die Erzählungen werden oftmals durch Gedichte, Zitate und Sprüche unterbrochen. Dadurch findet sich der Leser manchmal in einem mehrmals ineinander geschachtelten Handlungsstrang wieder. 
Die Erzähltechnik kann mit einer Kameratechnik verglichen werden: Es werden viele „harte Schnitte“ geführt, die Kamera schwenkt sehr schnell über die Motive und wechselt die Kulissen teils sehr rasch.
Auch werden, wie im Film, die Gefühle größtenteils nicht direkt benannt, sondern eher mit ihren Auswirkungen beschrieben. Auch viele Charaktere werden fast ausschließlich durch ihre Taten (und ihr Aussehen) gezeichnet. Der Erzähler ist also alles andere als allwissend. Dennoch wird die Handlung hin und wieder nicht direkt aus Ullrichs Perspektive berichtet, sondern z. B. aus der des Polizeiinspektors, der Lothars oder in anderen Einschüben.
Eine weitere Auffälligkeit ist das häufige Fehlen von Zeitangaben. Tageszeiten und Datum können, wenn überhaupt, nur durch genaues Lesen von Indizien festgemacht werden.
Eine formale Auffälligkeit besteht im Fehlen von Anführungszeichen im gesamten Text und damit findet man keine klar gekennzeichnete wörtliche Rede, auch wenn wörtliche Rede vorkommt. Doch Ullrichs Denken und Sprechen geht ineinander über. 

## Einordnung ins Werk des Autors
Heißer Sommer ist der erste Roman von Uwe Timm. Zusammen mit Kerbels Flucht (1980) und Rot (2001) kann er als Teil einer „68er-Trilogie“ angesehen werden, die die Wandlungen dieser Generation im Lauf der bundesdeutschen Geschichte nachzeichnet. Der Roman enthält auch einige autobiographische Elemente: Uwe Timm hat selbst in München studiert und war dort im SDS aktiv. Er lebte auch in Hamburg und Braunschweig. Wie Ullrich hat er ein erfolgloses Theaterstück geschrieben.

## Ausgaben
- Heißer Sommer. Bertelsmann, München/Gütersloh/Wien 1974
- Heißer Sommer. Aufbau, Berlin 1975 (Lizenzausgabe des Bertelsmann-Verlages)
- Heißer Sommer. Kiepenheuer & Witsch, Köln 1985
- Heißer Sommer. DTV, München 1998 ISBN 978-3-423-12547-5
- Heißer Sommer. RM Buch und Medien, Rheda 2008 (mit zusätzlichem Booklet über Autor und Buch)